# Хандога, Павел Порфирьевич
Павел Порфирьевич Хандога (1925 — 1955) — советский гвардии лейтенант, на 1945 год — гвардии сержант, помощник командира взвода 109-й гвардейской отдельной разведроты, 28-й гвардейской горно-стрелковой дивизии, 1-й гвардейской армии, 4-го Украинского фронта. Полный кавалер Ордена Славы.

## Биография
Родился 31 марта 1925 года в хуторе Осава Роменского района Сумской области в крестьянской семье.
В 1940 году после окончания семи классов, работал газоэлектросварщиком. Перед началом войны жил в селе Ачхой-Мартан в Чечено-Ингушской АССР.
С 1942 года призван в ряды РККА и направлен в действующую армию — разведчик, командир отделения и помощник командира взвода  109-й гвардейской отдельной разведроты, 28-й гвардейской горно-стрелковой дивизии, 1-й гвардейской армии, воевал на Северо-Кавказском фронте, Отдельной Приморской армии и 4-м Украинском фронте. 14 ноября 1943 года за выполнение задач связанных с выполнением разведки на переднем крае противника П. П. Хандога был награждён Медалью «За боевые заслуги», а 28 января 1944 года за захват важных документов из блиндажа противника был награждён Орденом Красной Звезды. В мае 1944 года во время Крымской наступательной операции П. П. Хандога неоднократно проникал в тыл противника и добывал разведсведения необходимые командованию за это 30 мая 1944 года П. П. Хандога был награждён Орденом Красного Знамени.
30 сентября 1944 года командир отделения гвардии сержант  П. П. Хандога с группой разведчиков проник в расположение противника в районе населённого пункта Медзилаборце в Словакии и в рукопашной схватке уничтожил четырёх солдат. Был ранен, но продолжал выполнять боевую задачу. За это 28 декабря 1944 года Указом Президиума Верховного Совета СССР П. П. Хандога был награждён Орденом Славы 3-й степени
25 декабря 1945 года помощник командира взвода гвардии сержант П. П. Хандога в ходе наблюдения за передним краем обороны противника в 25 км западнее города Михаловце обнаружил разрыв в его боевых порядках и с группой разведчиков проник в расположение врага. В результате быстротечной схватки разведчики ликвидировали пулемётный расчёт противника и захватили и доставили в штаб гитлеровца, который сообщил ценные сведения. 31 января 1945 года Указом Президиума Верховного Совета СССР П. П. Хандога  был награждён Орденом Славы 2-й степени.
13 января 1945 года помощник командира взвода гвардии сержант П. П. Хандога действуя во главе группы разведчиков в тылу противника в 19 километрах восточнее города Кошице уничтожил до десяти гитлеровцев и захватил «языка». 29 июня 1945 года Указом Президиума Верховного Совета СССР П. П. Хандога был награждён  Орденом Славы 1-й степени.
Трагически погиб 20 марта 1955 года, похоронен в селе Матлахово Роменского района Сумской области.

## Награды
- Орден Славы I степени (1945)
- Орден Славы II степени (1945)
- Орден Славы III степени (1944)
- Орден Красного Знамени  (1944)
- Орден Отечественной войны I степени (1945)
- Орден Красной Звезды  (1944)
- Медаль «За боевые заслуги» (1943)
- Медаль «За взятие Берлина»
- Медаль «За победу над Германией в Великой Отечественной войне 1941—1945 гг.»